# 菊池宣秀
菊池 宣秀（きくち のぶひで）は、日本の映像作家、映画監督。

## 出演
- ほんとにあった! 呪いのビデオ          24-30, 32, 33, 44-51, 54, 55（2007年-2008年, 2009年, 2011年, 2012年-2013年）
- 怪奇!アンビリーバブル 衝撃!恐怖の心霊地獄巡り（2012年）
- 残穢【ざんえ】-住んではいけない部屋-予告（2016年）予告編（中村義洋監督ナレーションver）
- 心霊マスターテープ（2020年）
- 心霊マスターテープ２ -念写-（2021年）
- 心霊グラインドハウス～ねむりめ～（2023年）
- 心霊グラインドハウス～ねむりめ～番外編（2023年）
- 心霊グラインドハウス～ねむりめ～２（2023年）
- ほんとにあった！呪いのビデオ107（2024年）
- ほんとにあった！呪いのビデオ108（2024年）
- 劇場版ほんとにあった！呪いのビデオ109（2024年）

## 助監督・編集など
- 呪いのサイト２（2011年）助監督
- ほんとにあった！呪いのビデオ56-70（2014年-2016年）構成・演出
- 呪いの心霊映像7巻、8巻（2013年）編集
- 心霊玉手匣constellation（2018年）協力
- ほんとにあった！呪いのビデオ48-50, 54, 76-80, 82-89（2012年-2013年,2018年-2019年）編集・演出協力
- ほんとに呪われた死ノ動画8巻〜11巻、12巻〜15巻（2019年）編集
- ほんとにあった！呪いのビデオ 特恐編（2020年）演出協力
- 心霊グラインドハウス～ねむりめ～（2023年）助監督・脚本協力
- 心霊グラインドハウス～ねむりめ～番外編（2023年）助監督・脚本
- 心霊グラインドハウス～ねむりめ２～（2024年）録音

## 監督
- 呪いの事件簿（2012年）監督
- 怪奇!アンビリーバブル 衝撃!恐怖の心霊地獄巡り（2012年）監督
- 呪いの心霊映像（2013年）構成・演出
- 投稿されてきた!呪いの心霊映像7（2013年）監督
- 投稿されてきた!呪いの心霊映像8（2013年）監督
- ほんとにあった! 呪いのビデオ56巻〜70巻（2014年〜2016年）構成・演出
- ほんとに呪われた死ノ動画8巻〜11巻（2019年）構成・演出
- ほんとにあった!呪いのビデオ BEST OF BEST（2020年）
- 劇場版ほんとにあった！呪いのビデオ109（2024年）演出・構成